# 贝赛
贝赛（法語：Bésayes，法語發音：[bezaj]）是法国德龙省的一个市镇，属于瓦朗斯区。

## 地理
贝赛（44°57'54"N, 5°4'45"E）面积9.53 平方千米，位于法国奥弗涅-罗讷-阿尔卑斯大区德龙省，该省份为法国东南部内陆省份，北起顺时针与伊泽尔省、上阿尔卑斯省、上普罗旺斯阿尔卑斯省、沃克吕兹省和阿尔代什省接壤。
与贝赛接壤的市镇（或旧市镇、城区）包括：阿利克桑、巴尔比耶尔、沙尔佩、沙蒂藏日-勒古贝、马尔什、圣樊尚拉科芒德里。

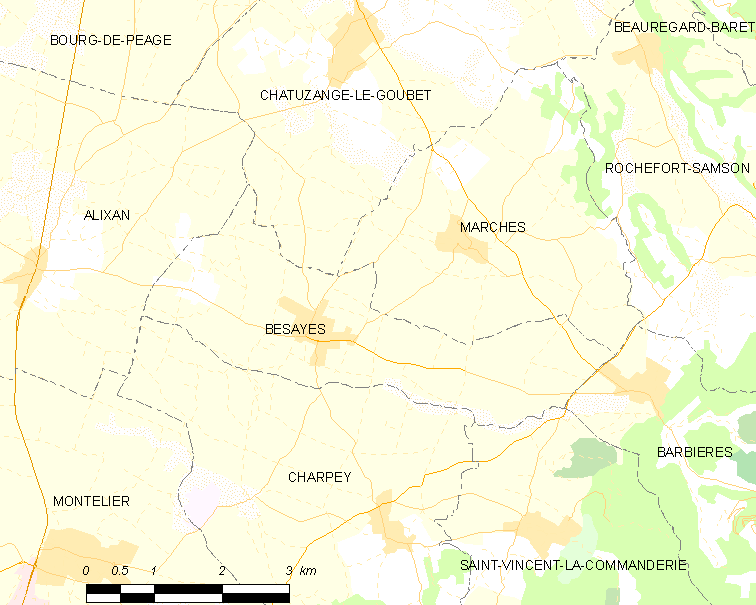
贝赛的OSM定位图

贝赛的时区为UTC+01:00、UTC+02:00（夏令时）。

## 行政
贝赛的邮政编码为26300，INSEE市镇编码为26049。

## 政治
贝赛所属的省级选区为韦科尔-晨山县。

## 人口

1962-2008年间贝赛人口变化图示

贝赛于2022年1月1日时的人口数量为1309人。